# Bahnhof Strasbourg-Ville
Der Bahnhof Strasbourg-Ville (französisch Gare de Strasbourg-Ville, deutsch auch oft „Straßburg Hauptbahnhof“ genannt) ist der zentrale Bahnhof der elsässischen Hauptstadt Straßburg. Das innere Bahnhofsgebäude ist als Denkmal (französisch Monument historique) besonders geschützt. Mit knapp 24 Millionen Reisenden im Jahr (2023) gehört er zu den wichtigsten Bahnhöfen Frankreichs und wird von Zügen der SNCF, DB, ÖBB und SWEG bedient.

## Geschichte

### Vorgänger
Der heutige Straßburger Bahnhof ist bereits der dritte Bahnhof der Stadt: der erste provisorische Bahnhof lag außerhalb der Stadtmauern im heutigen Stadtteil Kœnigshoffen und wurde am 19. September 1841 von der Compagnie du chemin de fer de Strasbourg à Bâle eröffnet. Er wurde im Personenverkehr am 11. Juli 1846 geschlossen, als ein Kopfbahnhof innerhalb der Stadtmauern nahe dem heutigen Place des Halles in Betrieb genommen wurde. 1851 eröffnete Napoleon III. dort die Bahnstrecke Paris–Strasbourg und am 15. September 1854 wurde das Empfangsgebäude fertiggestellt, das Jean-André Weyer entworfen hatte. Es befand sich am Ufer der Ill (heutiger Quai Kléber) zwischen den Brücken Pont du Marché (ehem. Bahnhofsbrücke) und Pont de Paris neben der später fertiggestellten alten Synagoge. Er wurde im Deutsch-Französischen Krieg 1870/71 teilweise zerstört und unter deutscher Verwaltung nach militärischen Gesichtspunkten wieder aufgebaut. Nach Eröffnung des neuen Bahnhofs 1883 wurde das alte Bahnhofsgebäude als Markthalle genutzt und erst 1974 abgerissen, auf dem Gelände befindet sich heute ein Einkaufszentrum. Hinter der alten Synagoge befand sich eine Zeit lang noch ein Güterbahnhof zum Anschluss des Marktes, auch Überlandstraßenbahnen fuhren noch länger vom Ancienne Gare ab (heute Regionalbusbahnhof Gare routière des Halles).

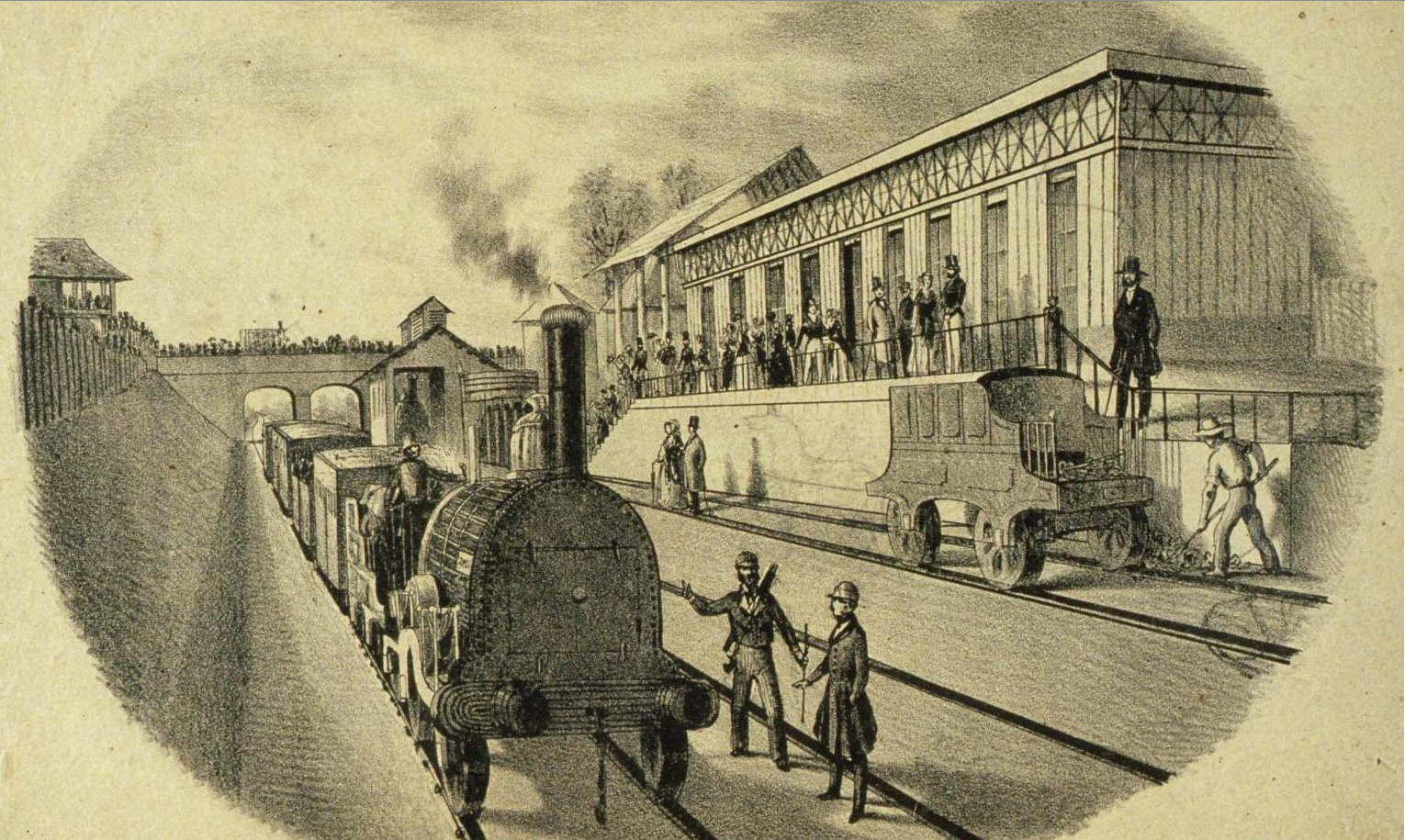
Bahnhof Kœnigshoffen (um 1852)
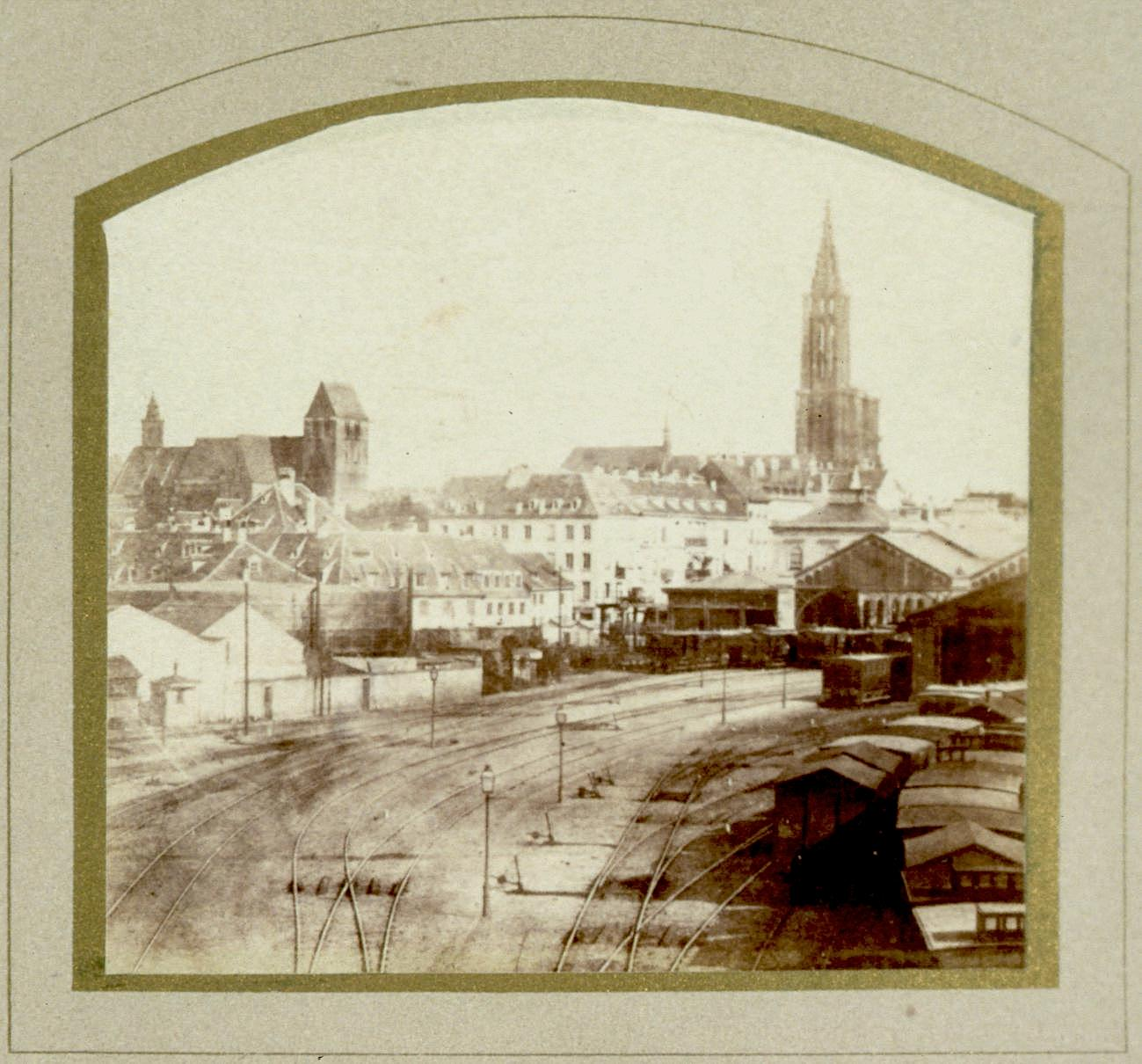
Blick auf den Kopfbahnhof mit Münster im Hintergrund (um 1869)
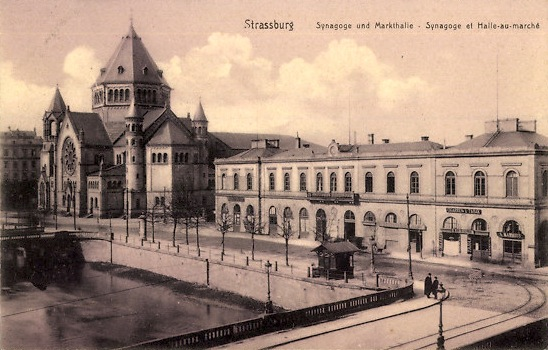
Synagoge und altes Bahnhofsgebäude, zu diesem Zeitpunkt bereits als Markthalle genutzt (um 1900)

### Heutiger Standort (seit 1883)

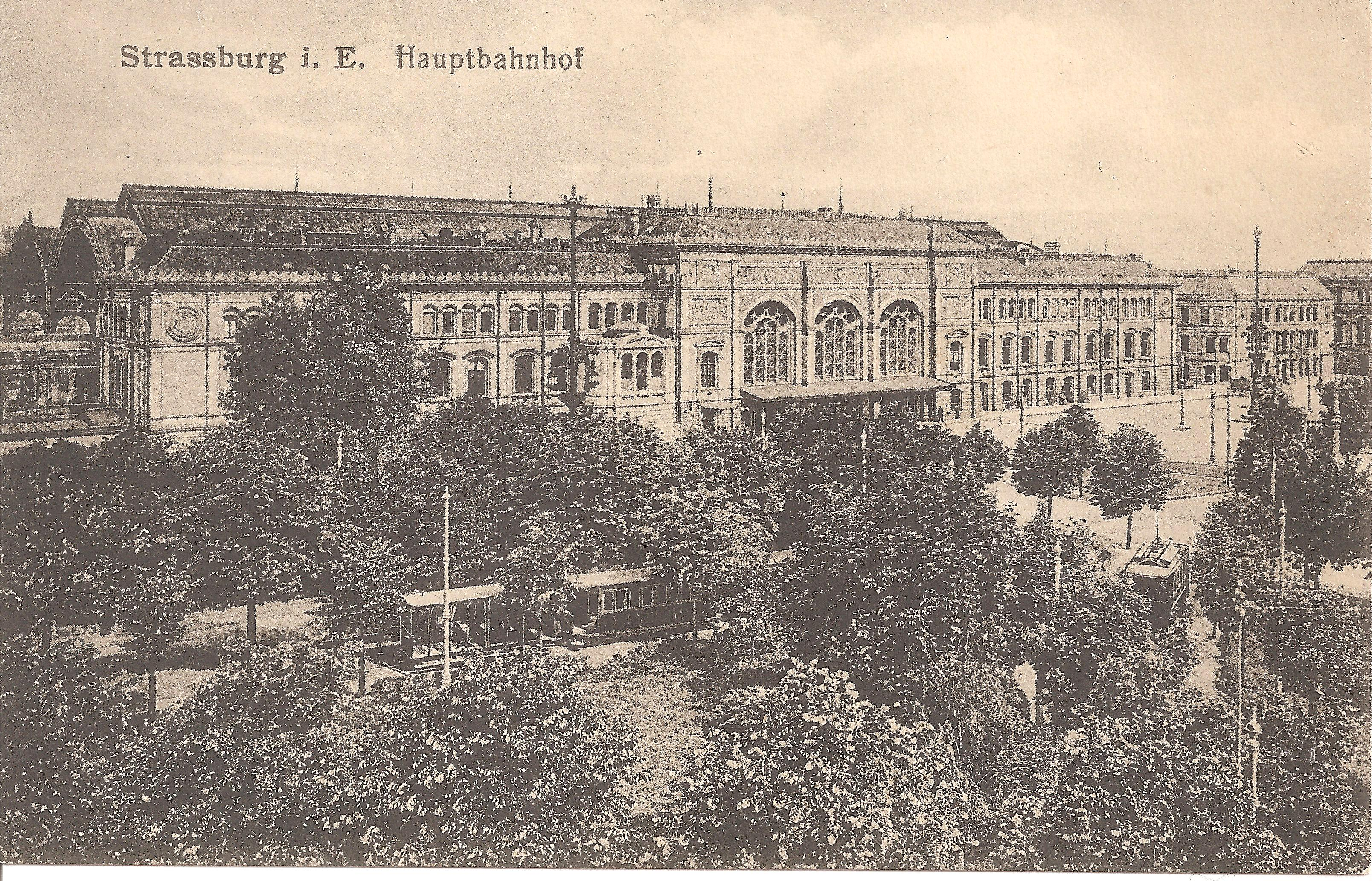
Bahnhof Straßburg um 1910

Der Bau des heutigen Bahnhofs geht auf die Bautätigkeit der Reichseisenbahnen in Elsaß-Lothringen zurück. Der Bahnhof wurde auf dem Gelände der Straßburger Vauban-Befestigungen errichtet. Die Bauarbeiten für das Empfangsgebäude begannen 1878 nach Entwurf des Berliner Architekten Johann Eduard Jacobsthal. Neben dem Empfangsgebäude entstanden zwei parallele Bahnsteighallen. Der Bahnhof wurde am 15. August 1883 eingeweiht und ersetzte den alten Straßburger Kopfbahnhof. Der neue Bahnhof war hoch modern und der erste Großbahnhof, der komplett elektrisch beleuchtet wurde – eine Sensation, sogar für die Reisenden des Orient-Expresses. Endgültig abgeschlossen wurden die Bauarbeiten allerdings erst 1898. Der Bahnhof diente ursprünglich nicht nur als Personen-, sondern auch als Güter- und Rangierbahnhof.
Ende des 19. Jahrhunderts trug der Bahnhof den Namen Strassburg Centralbahnhof, ab spätestens 1905 die Bezeichnung Straßburg Hbf.
Zwischen 1901 und 1906 wurde beiderseits des Empfangsgebäudes ein Post- und ein Polizeigebäude hinzugefügt. Der Haupt-Güterbahnhof wurde 1906 an den (damaligen) Straßburger Stadtrand verlagert (Bahnhof Hausbergen). Bis 1936 kamen dafür drei neue Bahnsteiggleise hinzu.

### Empfangsgebäude
Das Empfangsgebäude ist zweistöckig, 128 Meter lang und besteht aus Buntsandstein aus den Vogesen. Das Erdgeschoss befindet sich in Höhe des Bahnhofsvorplatzes. Treppen führen von dort zu den Bahnsteigen hinauf. Die Gleisanlagen werden durch zwei Bögen aus Stahl überspannt. Die Fassade ist in Neorenaissance gestaltet. Es war das erste größere öffentliche Gebäude in Straßburg, das die neuen deutschen Machthaber nach dem Deutsch-Französischen Krieg 1870/71 errichteten und sollte groß genug sein, eine ganze deutsche Armee abfertigen zu können. Es war von Anfang an elektrisch beleuchtet und mit einer Zentralheizung versehen. Lastenaufzüge beförderten ursprünglich das Gepäck an den Bahnsteig.
Bis zum Wechsel Straßburgs zu Frankreich 1918 war das Gebäude mit den Fresken zweier deutscher Herrscher geschmückt: Eines zeigte den Einzug Friedrich Barbarossas in Hagenau 1164, das andere stellte Kaiser Wilhelm I. in Straßburg 1877 dar. Beide sollten die Zugehörigkeit Elsass-Lothringens zum Deutschen Reich symbolisieren. Eine Besonderheit sind die bis heute bestehenden Räumlichkeiten für die deutsche Kaiserfamilie im Bahnhof. Es wurde je ein reich dekorierter Salon für den Kaiser und die Kaiserin eingerichtet, den diese aber nie nutzten und der heute Ehrengäste beherbergt. Architekt dieser imperialen Räumlichkeiten, die um 1900 angebaut wurden, war Hermann Eggert, der bereits den Straßburger Kaiserpalast entworfen hatte. Das Empfangsgebäude mit seiner reichen Dekoration hat sich seit der Fertigstellung Ende des 19. Jahrhunderts bis zu Beginn des 21. Jahrhunderts nur wenig verändert. Allerdings verschwanden die beiden Fresken von Hermann Knackfuß, mit denen dieser 1885 die seitlichen Wände der großen Empfangshalle verziert hatte, im Laufe des 20. Jahrhunderts unwiederbringlich. Die Wandgemälde „Im alten Reich“ (Ankunft Friedrichs I. 1164 in Hagenau) und „Im neuen Reich“ (Besuch der Feste Kronprinz in Hausbergen durch Wilhelm I. am 3. Mai 1877) waren aufgrund ihres unverhohlenen Nationalismus und Imperialismus nach 1918 nicht mehr tragbar gewesen.
Die Fassade wird von zwei Reliefs und die Haupthalle mit zwei allegorischen Frauenstatuen („Landwirtschaft“ und „Industrie“) verziert, die allesamt dem Meißel von Otto Geyer entspringen und 1882 angebracht wurden.

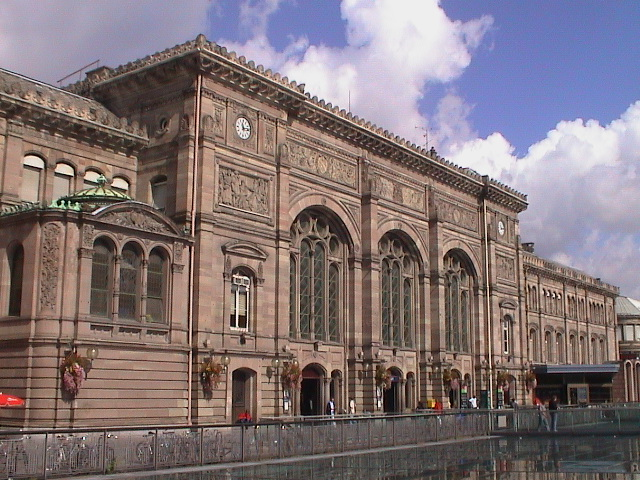
Empfangsgebäude (2002)
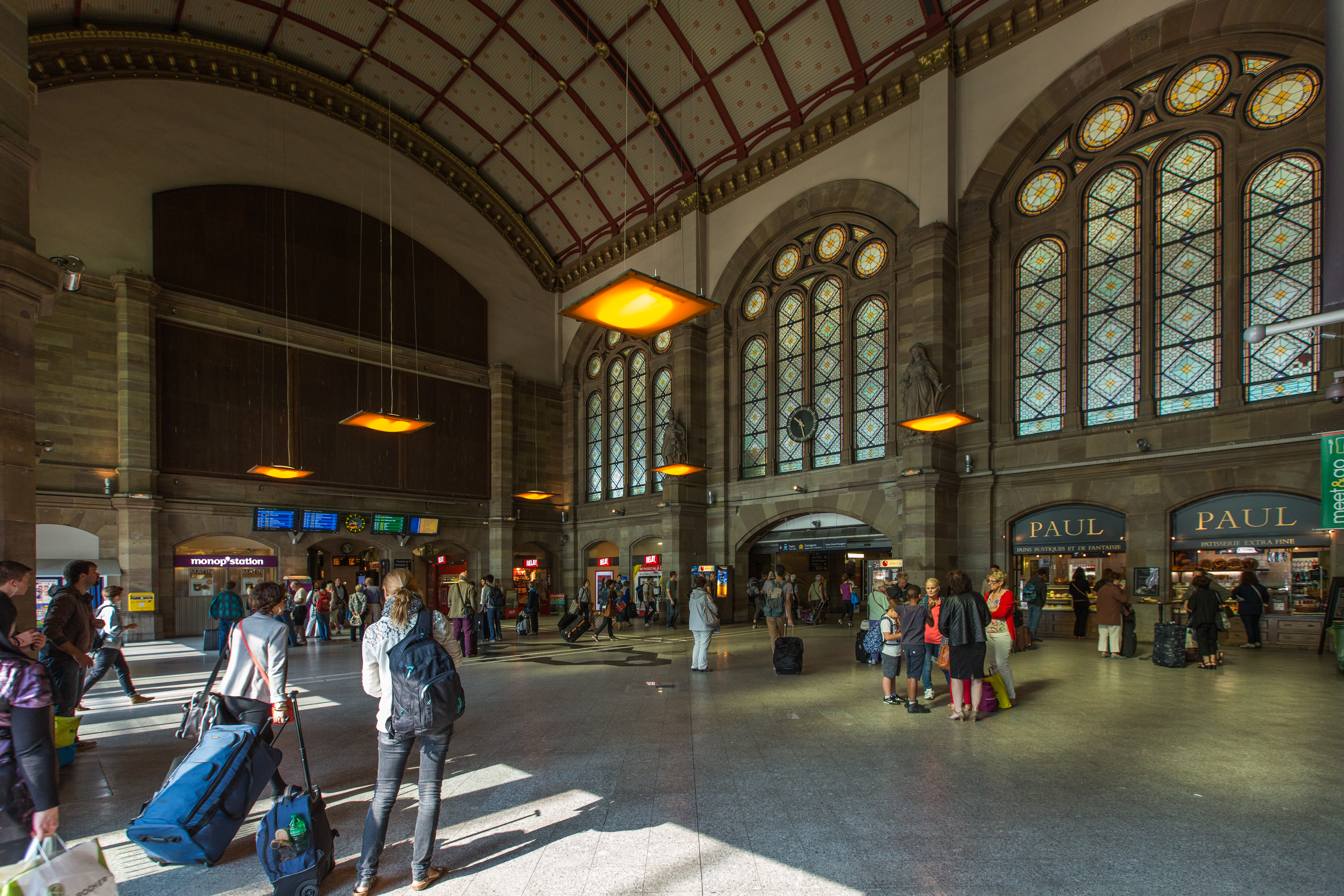
Große Empfangshalle (2013)
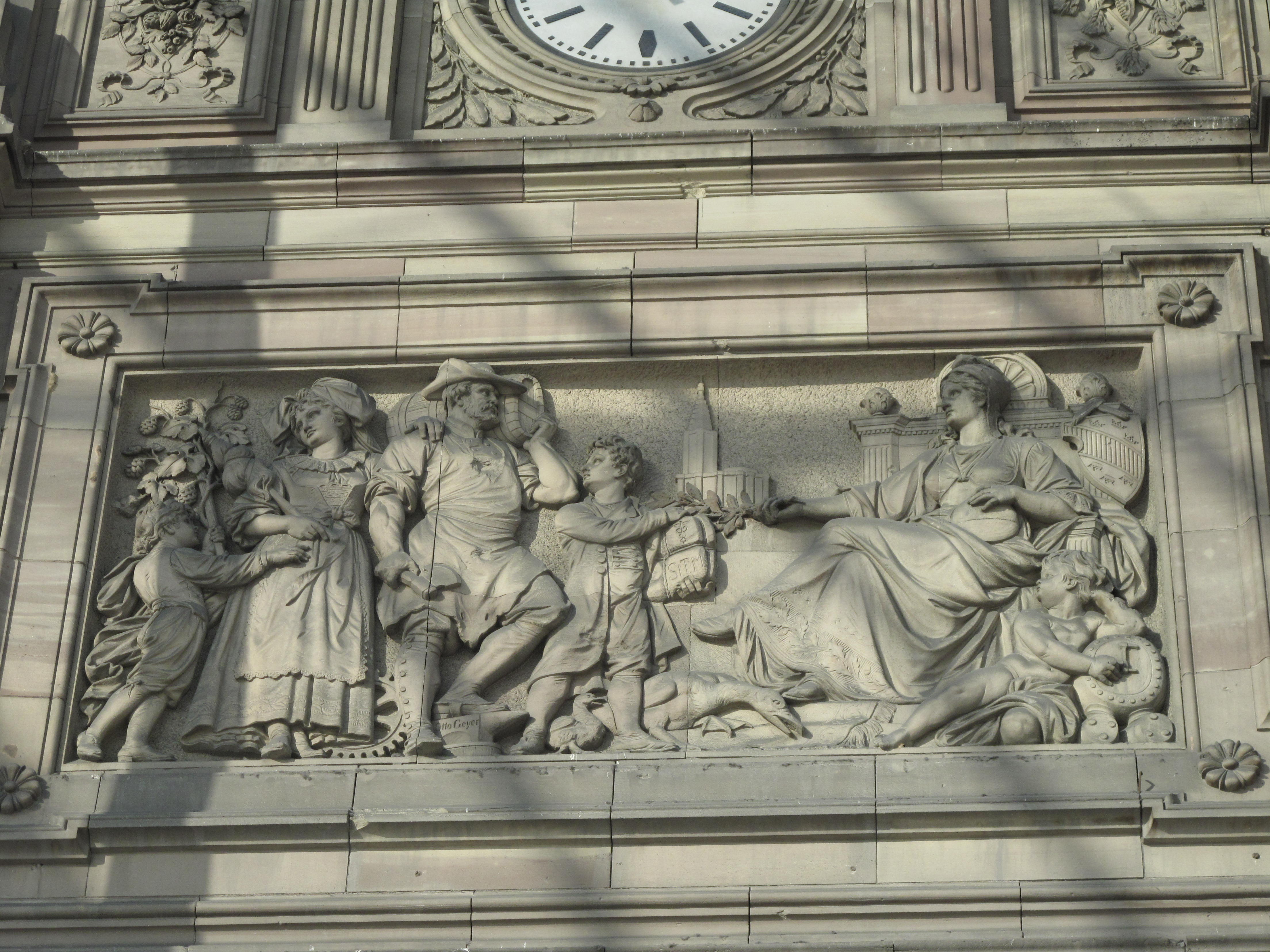
Signiertes Relief von Otto Geyer
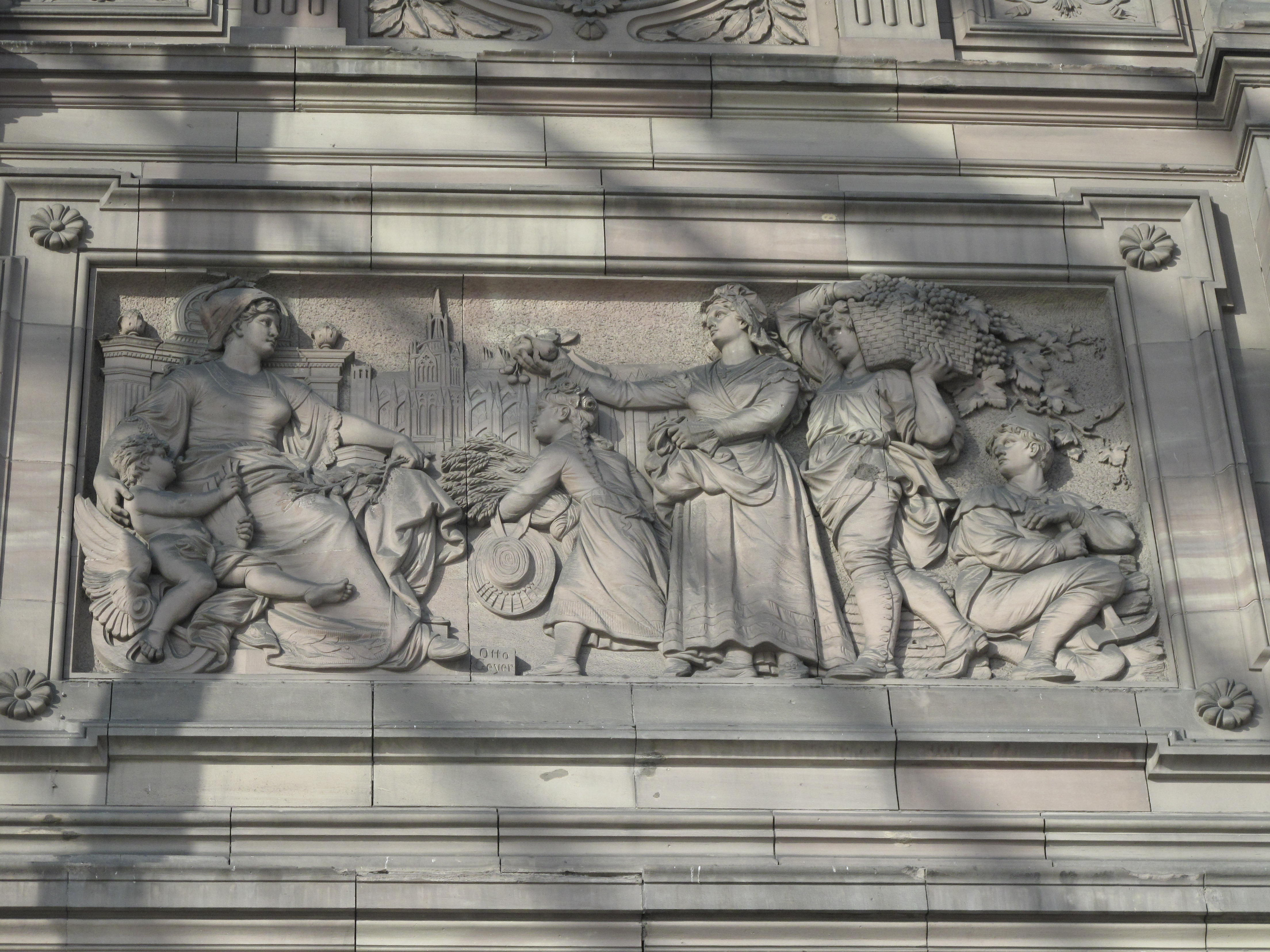
Signiertes Relief von Otto Geyer
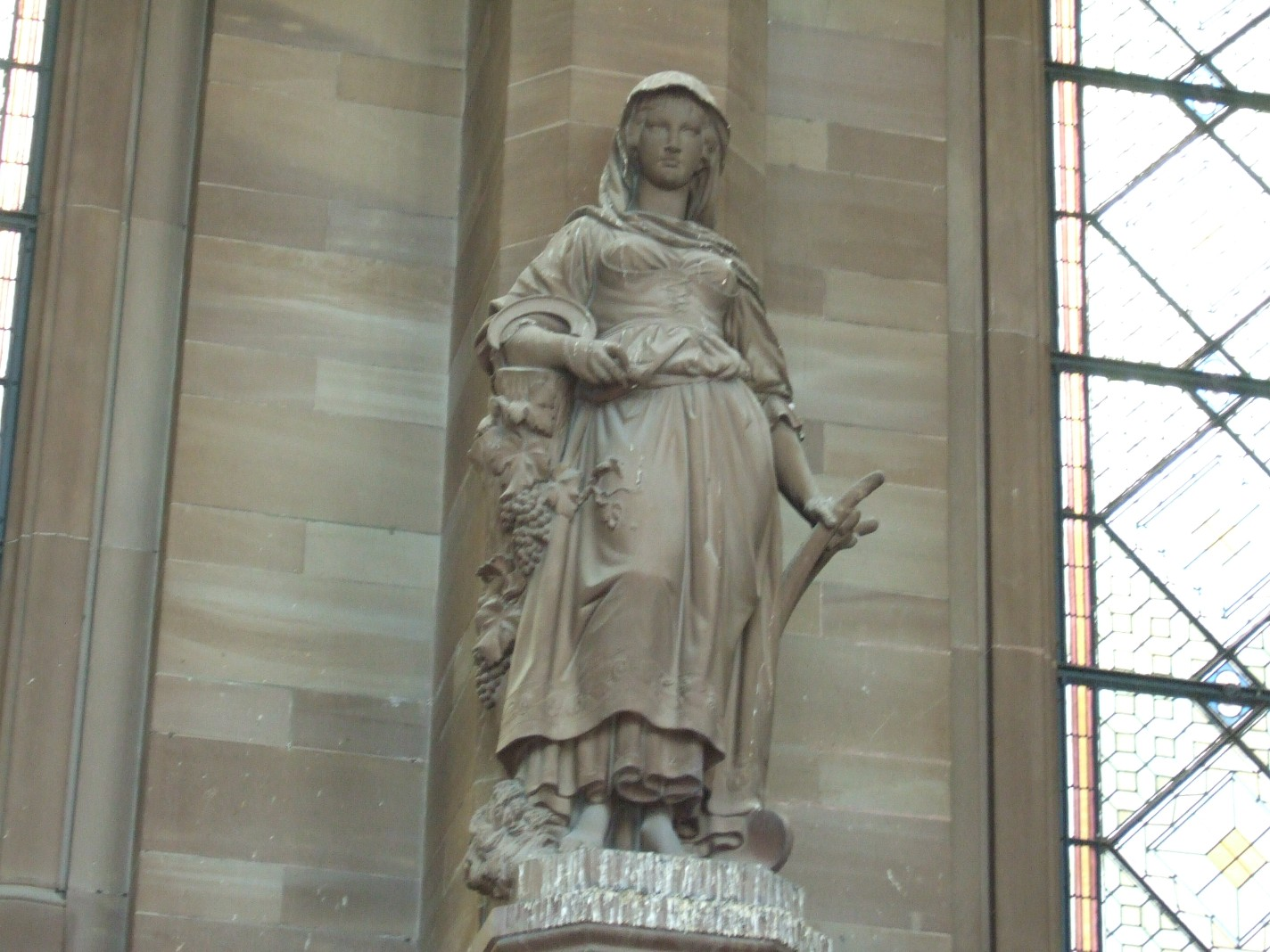
Allegorische Frauenstatue „Landwirtschaft“
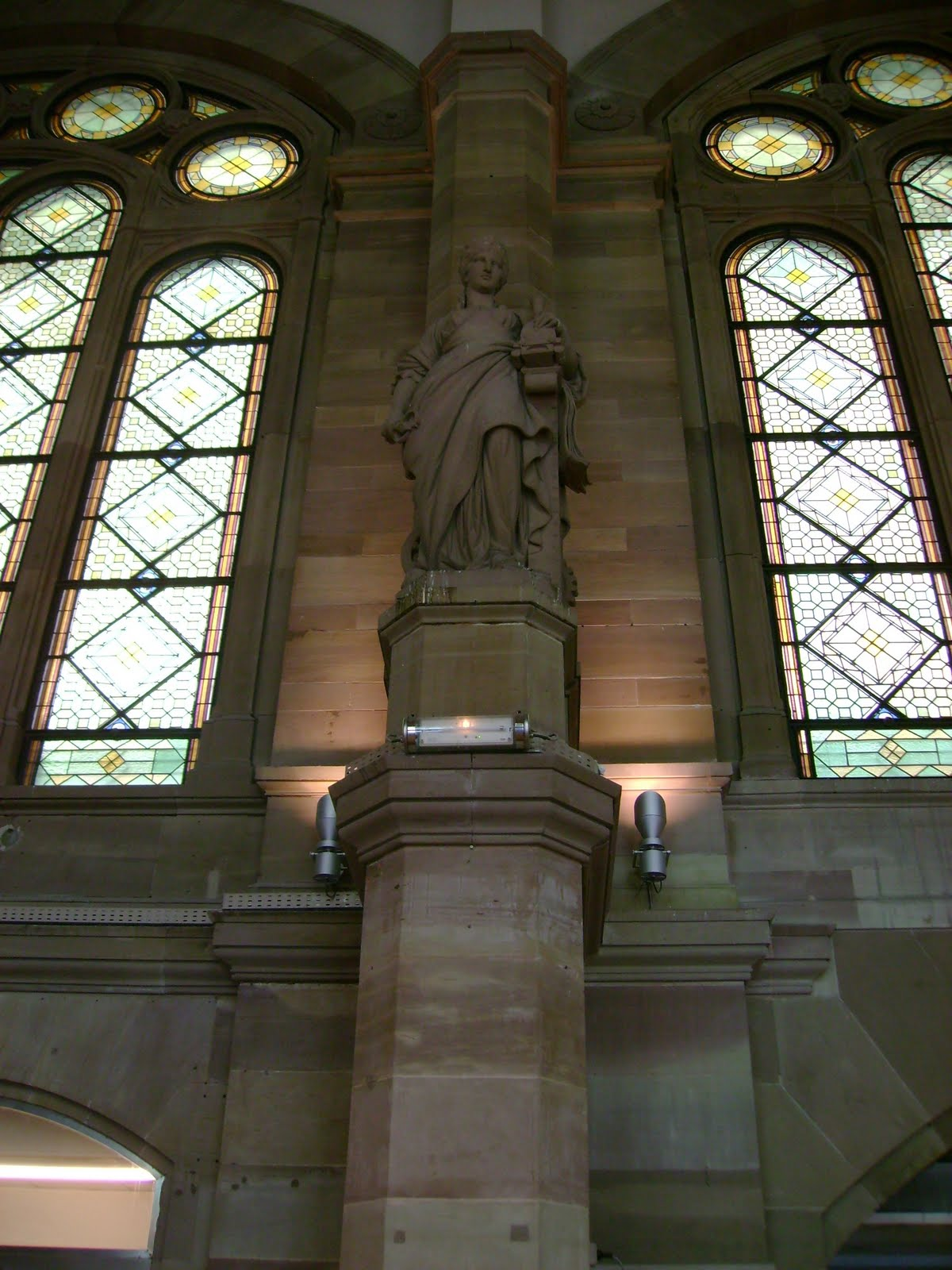
Allegorische Frauenstatue „Industrie“

### Umbaumaßnahmen 2006/2007
Im Zuge des Anschlusses an den TGV-Verkehr (Hochgeschwindigkeitsstrecke nach Paris) erlebte der Bahnhof in den Jahren 2006 und 2007 bedeutende Umbaumaßnahmen. Mit einer vor das Empfangsgebäude gesetzten Glaswand, die oben gewölbt ist und an die Fassade des Gebäudes anschließt, wurde ein neuer Vorraum geschaffen, unter dem auch ein zusätzliches Untergeschoss erstellt wurde. Das alte Empfangsgebäude sowie der neue Vorraum erhielten eine Multibeton-Fußbodenheizung. Ein neues computergesteuertes Stellwerk, das größte Frankreichs, wurde bereits am 4. und 5. November 2006 eingebaut, was eine 30-stündige Unterbrechung des Bahnbetriebes zur Folge hatte. Täglich arbeiteten 300 Arbeiter am Bahnhofsumbau, der Gesamtkosten von 150 Millionen Euro verursachte. Neben den Bahnanlagen wurde auch der Bahnhofsvorplatz neu gestaltet und ein Fahrradstellplatz für 850 Räder eingerichtet. Der neu gestaltete Bahnhof wurde am 5. November 2007 mit viermonatiger Verspätung eingeweiht.

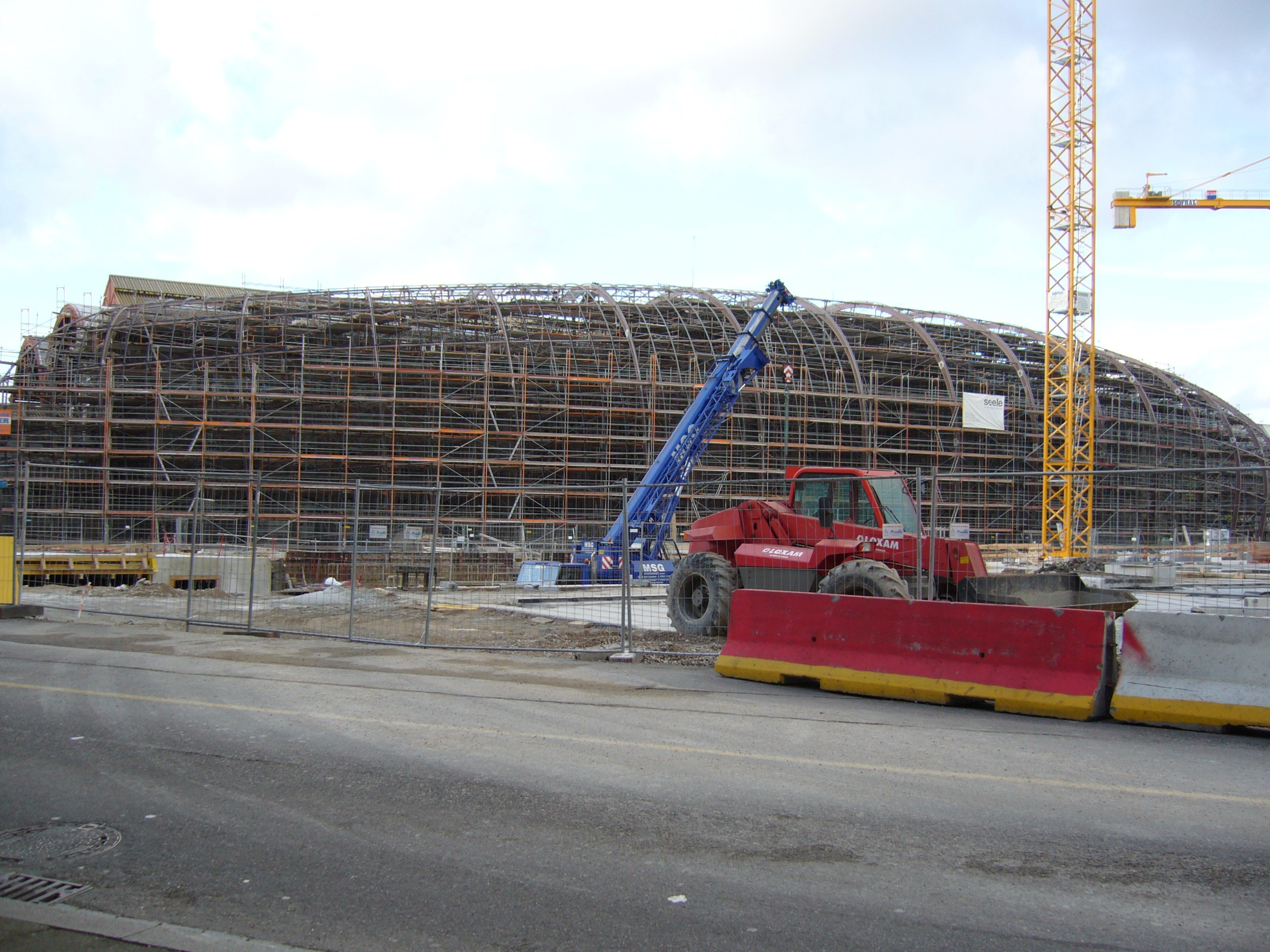
Umbaumaßnahmen, Januar 2007
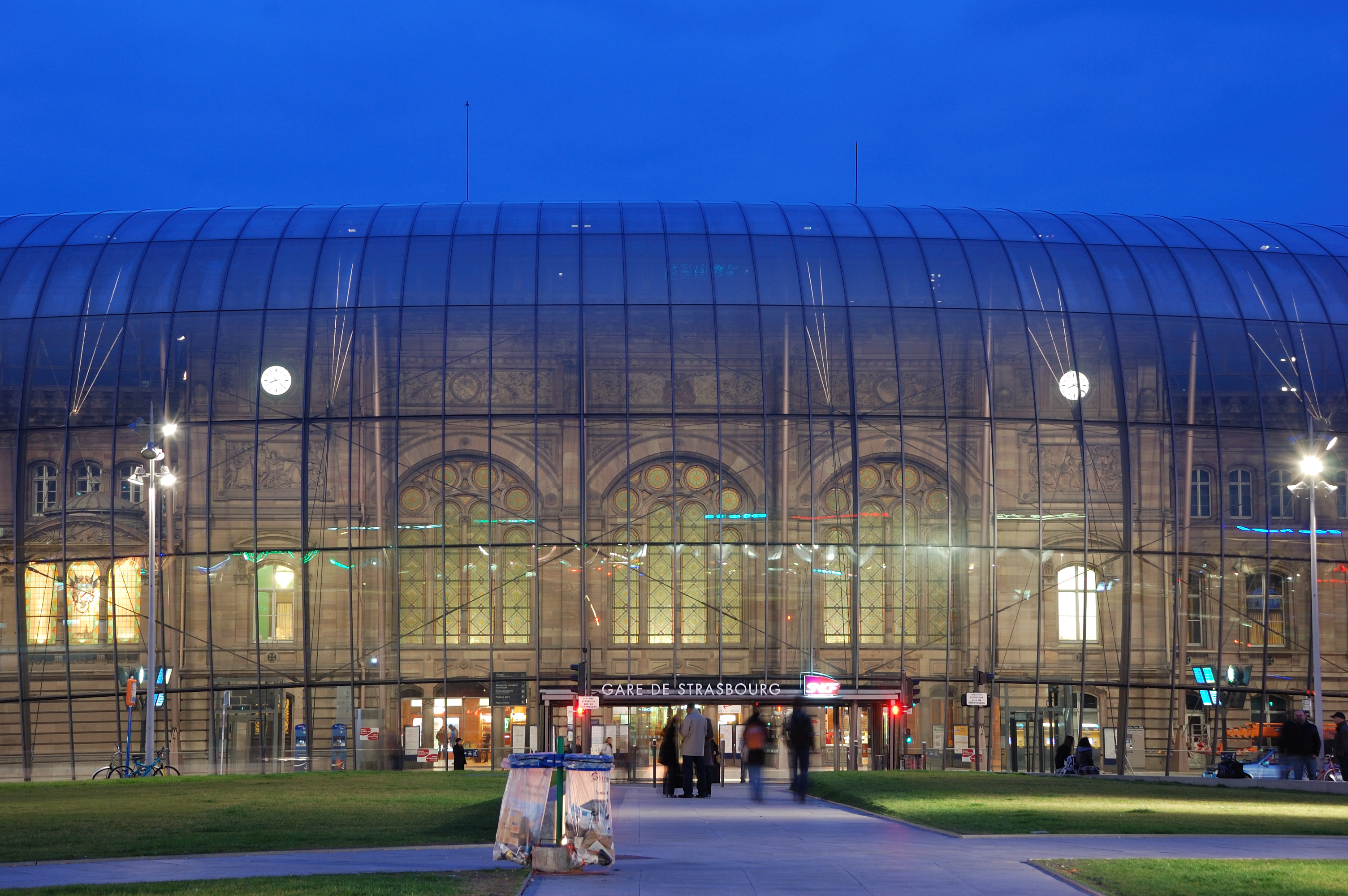
Alte und neue Fassade des Bahnhofsgebäudes

## Betrieb

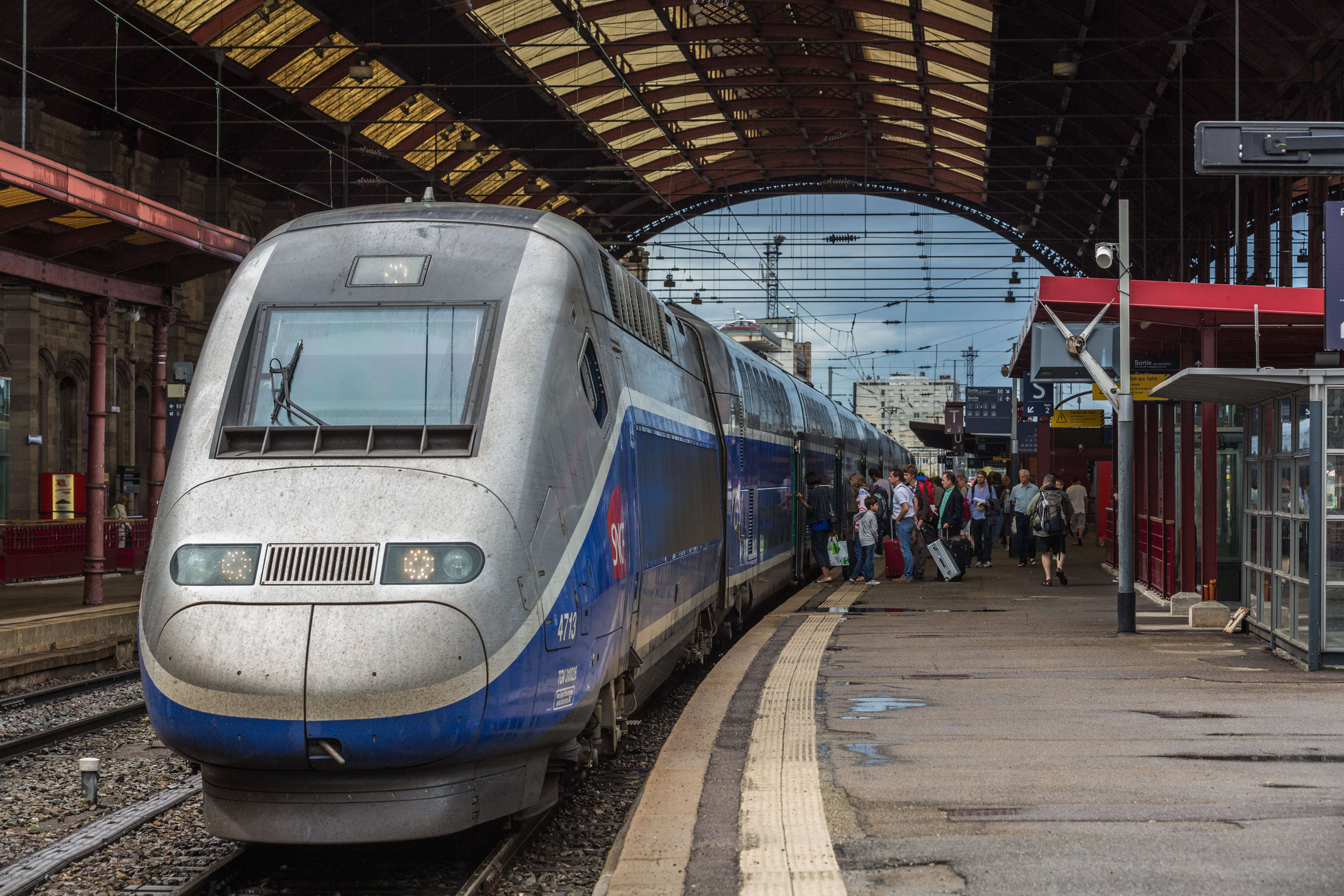
TGV Duplex in der Bahnhofshalle

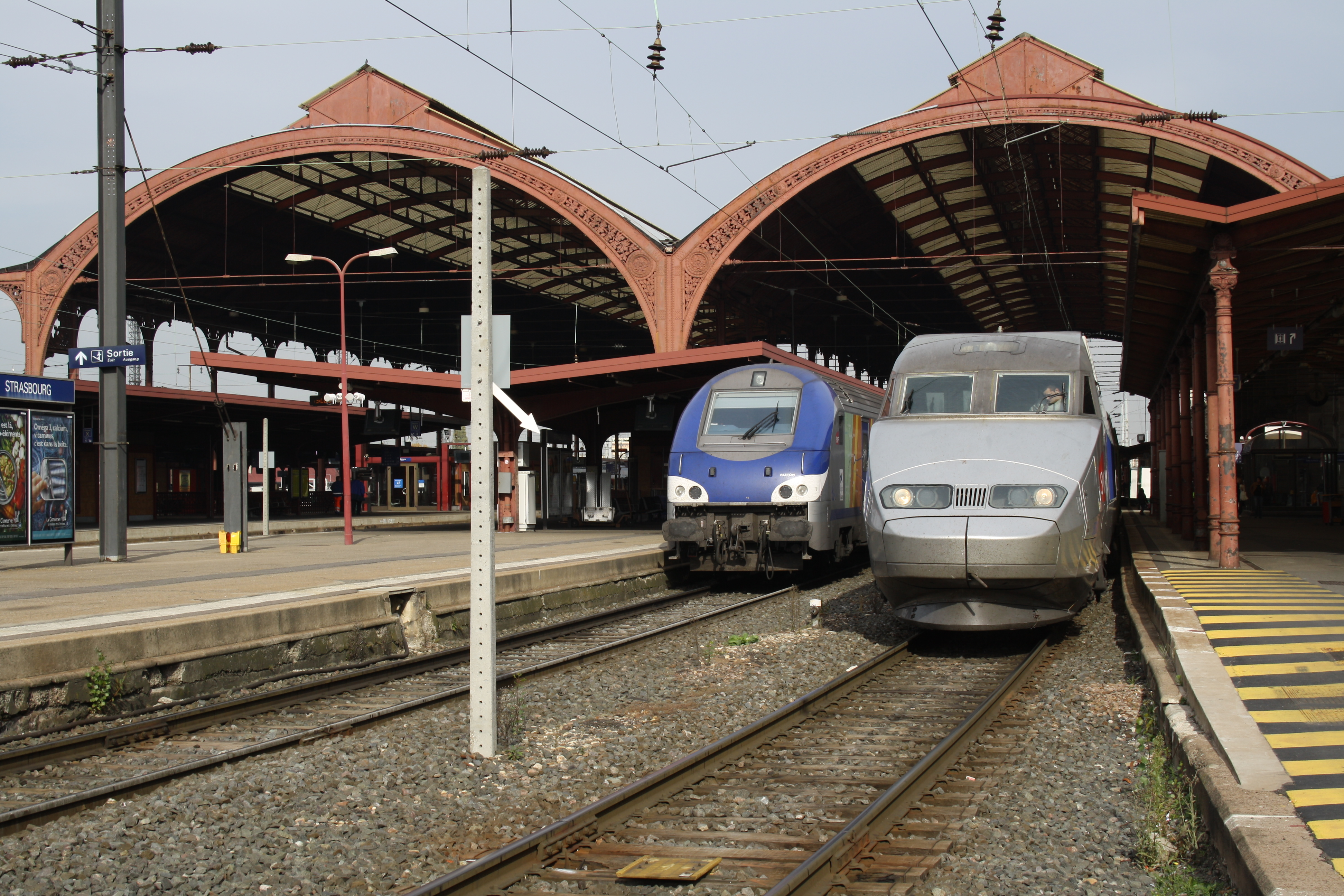
Bahnhofshalle von Süden mit TER-Steuerwagen und TGV Réseau

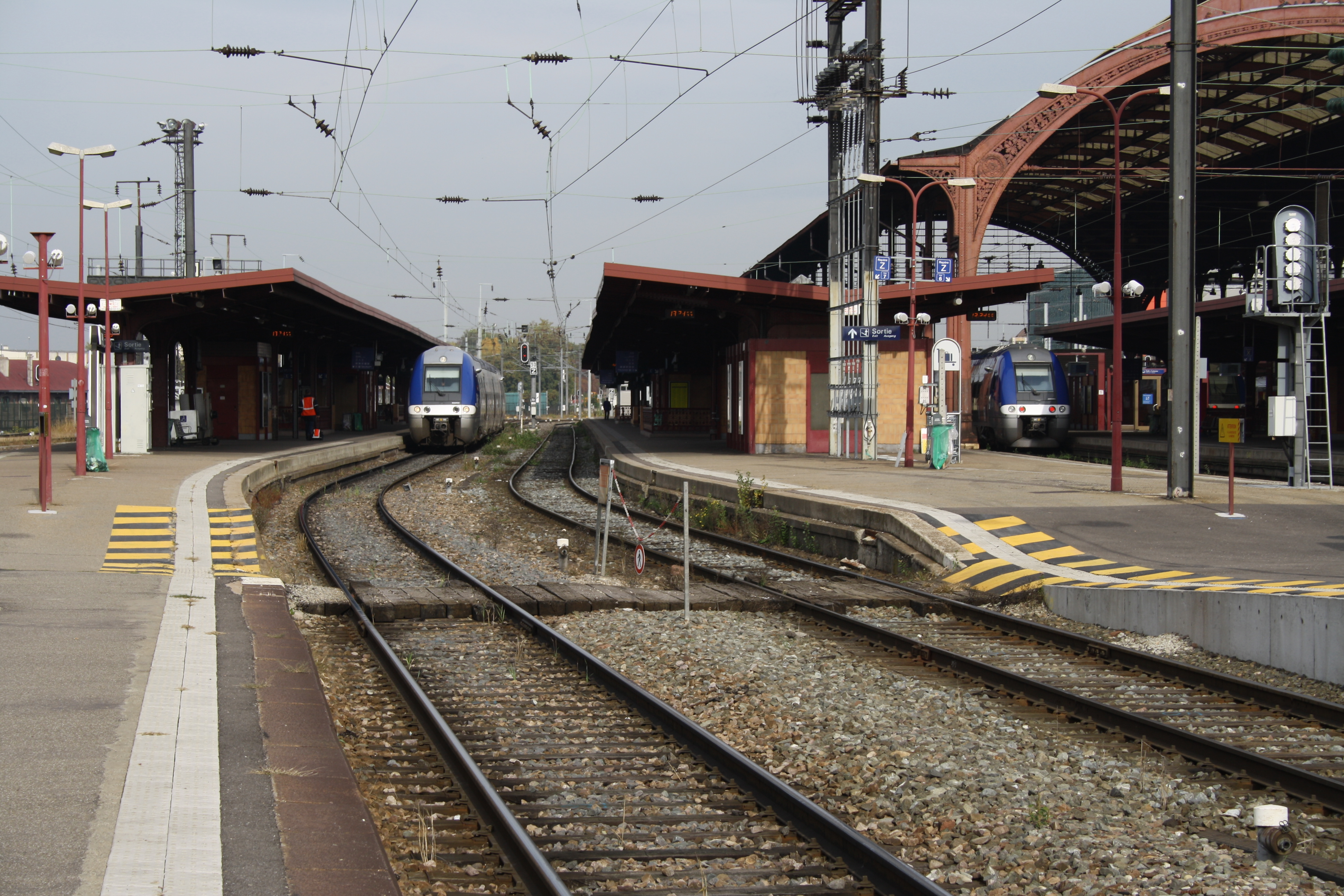
TER-Triebwagen an den Bahnsteigen westlich der Halle

Der Straßburger Bahnhof ist einer der wichtigsten Bahnhöfe im Osten Frankreichs und befindet sich im Eigentum der französischen Staatsbahn SNCF. Neben der SNCF fahren auch deutsche Eisenbahnunternehmen wie die Deutsche Bahn und die SWEG den Bahnhof regelmäßig an. Seit der Inbetriebnahme der LGV Est européenne am 10. Juni 2007 hat sich sowohl der Fernverkehr als auch der Nahverkehr erheblich verbessert. Es fahren seitdem erstmals TGVs den Bahnhof Straßburg an. Seit 2011 haben sich mit der Inbetriebnahme der LGV Rhin-Rhône auch die Anschlüsse Richtung Süden wesentlich verbessert. Im Jahr 2023 nutzten über 23,9 Millionen Reisende den Bahnhof. Der Bahnhof Straßburg verfügte früher über eine Verladestelle für Autoreisezüge.
| Jahr | Fahrgastzahlen |
| ---- | -------------- |
| 2015 | 18.232.891     |
| 2016 | 18.472.587     |
| 2017 | 19.989.293     |
| 2018 | 20.170.472     |
| 2019 | 21.465.169     |
| 2020 | 13.049.946     |
| 2021 | 16.328.098     |
| 2022 | 21.466.966     |
| 2023 | 23.907.864     |

### Fernverkehr
Über die Hochgeschwindigkeitsstrecke nach Paris verkehren TGV-Züge in Richtung Paris Est, etwa einmal in der Stunde. Einige dieser Züge verkehren auch weiter nach Bordeaux, Brüssel, Nantes und Rennes, hinzu kommen einzelne Züge der TGV-Billigsparte Ouigo. Im internationalen Verkehr nach Deutschland verkehren TGV- und ICE-Züge auf den Relationen zwischen Paris und Karlsruhe, Frankfurt, Stuttgart, München, sowie Freiburg.
Auf der Hochgeschwindigkeitsstrecke LGV Rhin-Rhône verkehren täglich sechs TGV-Verbindungen von Straßburg nach Lyon und zum Teil weiter nach Marseille oder Nizza. Eins dieser Zugpaare fährt dabei von/nach Frankfurt (Main).
Der als Orient-Express benannte EuroNight-Zug nach Wien Westbahnhof wurde im Dezember 2009 eingestellt. Seit Dezember 2021 verkehrt dreimal wöchentlich der Nachtzug Nightjet 468/469 der Österreichischen Bundesbahnen zwischen Paris-Est und Wien Hauptbahnhof über Straßburg.
Vom 9. April 2013 bis zur Einstellung im Rahmen der COVID-19-Pandemie im März 2022 verkehrte zudem das Zugpaar EuroNight EN 452/453 Paris–Moskau (über Berlin, Warschau und Minsk) der russischen Staatsbahnen über Straßburg.

### Nahverkehr
Der Bahnhof Straßburg bildet den Knotenpunkt des Netzes von TER Fluo Grand Est, dem Regionalzugnetz der Region Grand Est, welches durch die SNCF betrieben wird. Neben innerfranzösischen Verbindungen verkehren halbstündlich die TER 200-Züge über Mülhausen nach Basel in die Schweiz, sowie die Regionalbahnen der SWEG nach Offenburg (über Kehl und Appenweier).
- Strasbourg – Erstein – Sélestat – Colmar – Mulhouse – Basel SBB (Züge von/nach Basel: TER 200)
- Strasbourg – Kehl – Offenburg (Kooperation SWEG/SNCF)
- Strasbourg – Rœschwoog – Seltz – Lauterbourg (– Wörth)
- Strasbourg – Bischwiller – Haguenau – Niederbronn-les-Bains / – Wissembourg (– Neustadt Hbf)
- Strasbourg – Mommenheim – Sarreguemines (– Saarbrücken Hbf)
- Strasbourg – Brumath – Saverne – Metz/ – Nancy – Paris-Est
- Strasbourg – Entzheim Flughafen – Molsheim – Rothau – Saâles – St-Dié-des-Vosges – Épinal
- Strasbourg – Entzheim Flughafen – Molsheim – Obernai – Barr – Sélestat

Seit Dezember 2022 verkehren im Großraum Straßburg die S-Bahn-ähnlichen Züge des Réseau express métropolitain européen (REME), dabei wird auf den Strecken nach Haguenau, Mommenheim/Saverne, Molsheim und Sélestat (über Erstein) an Werktagen ein 30-Minuten-Takt angeboten.

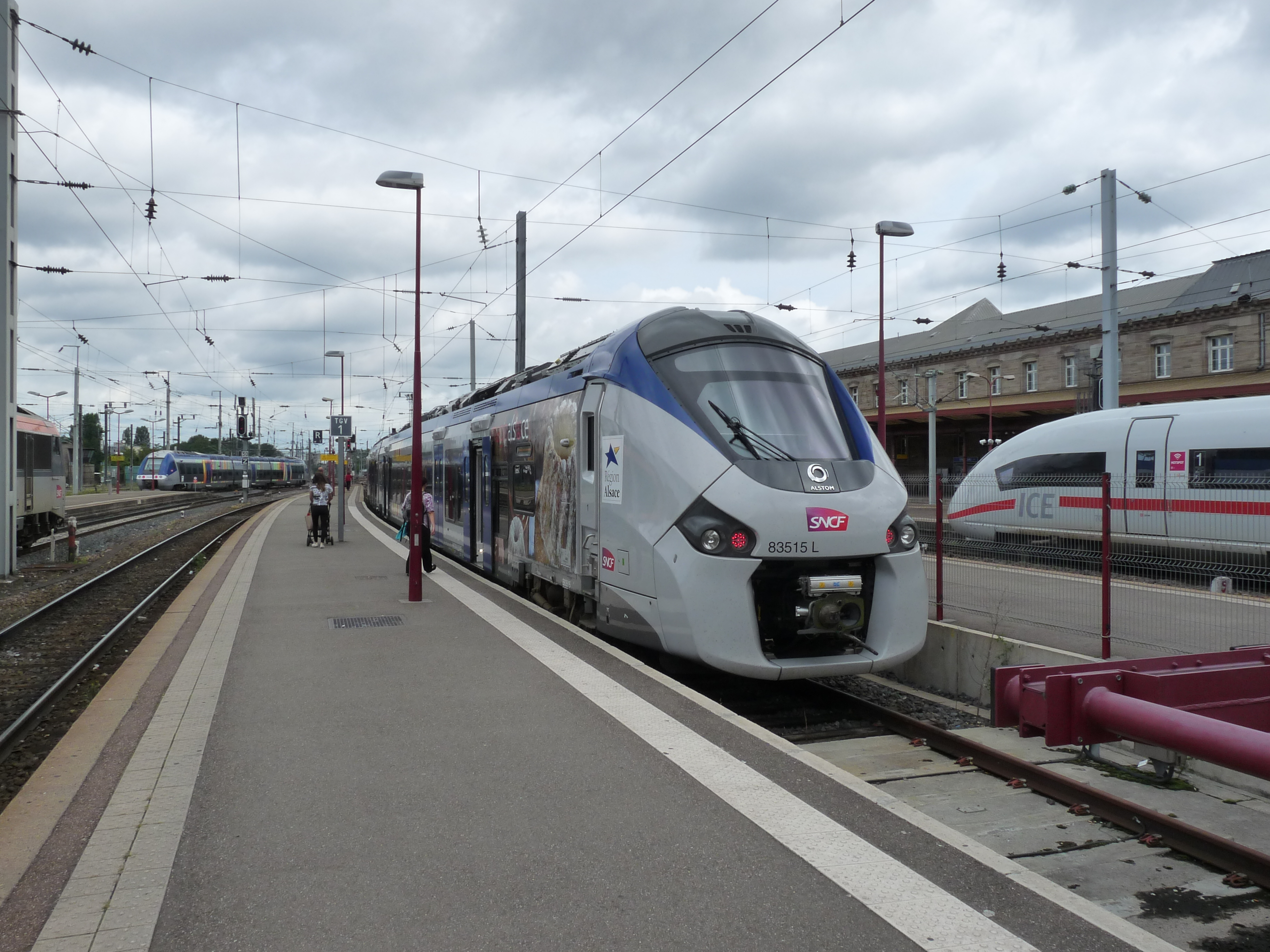
Regionalverkehrstriebwagen und ein deutscher ICE (rechts)
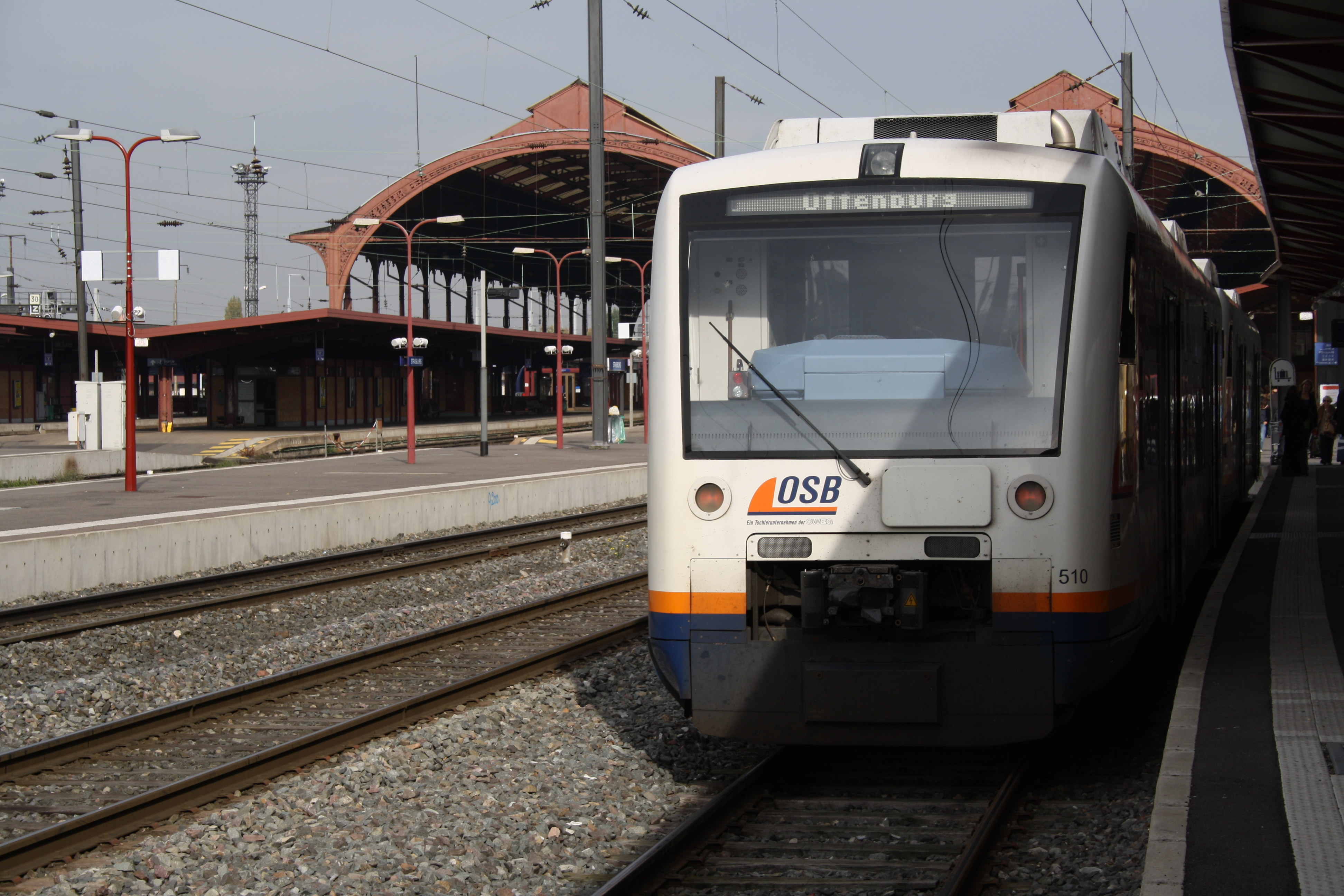
Triebwagen der Ortenau-S-Bahn im Bahnhof Strasbourg
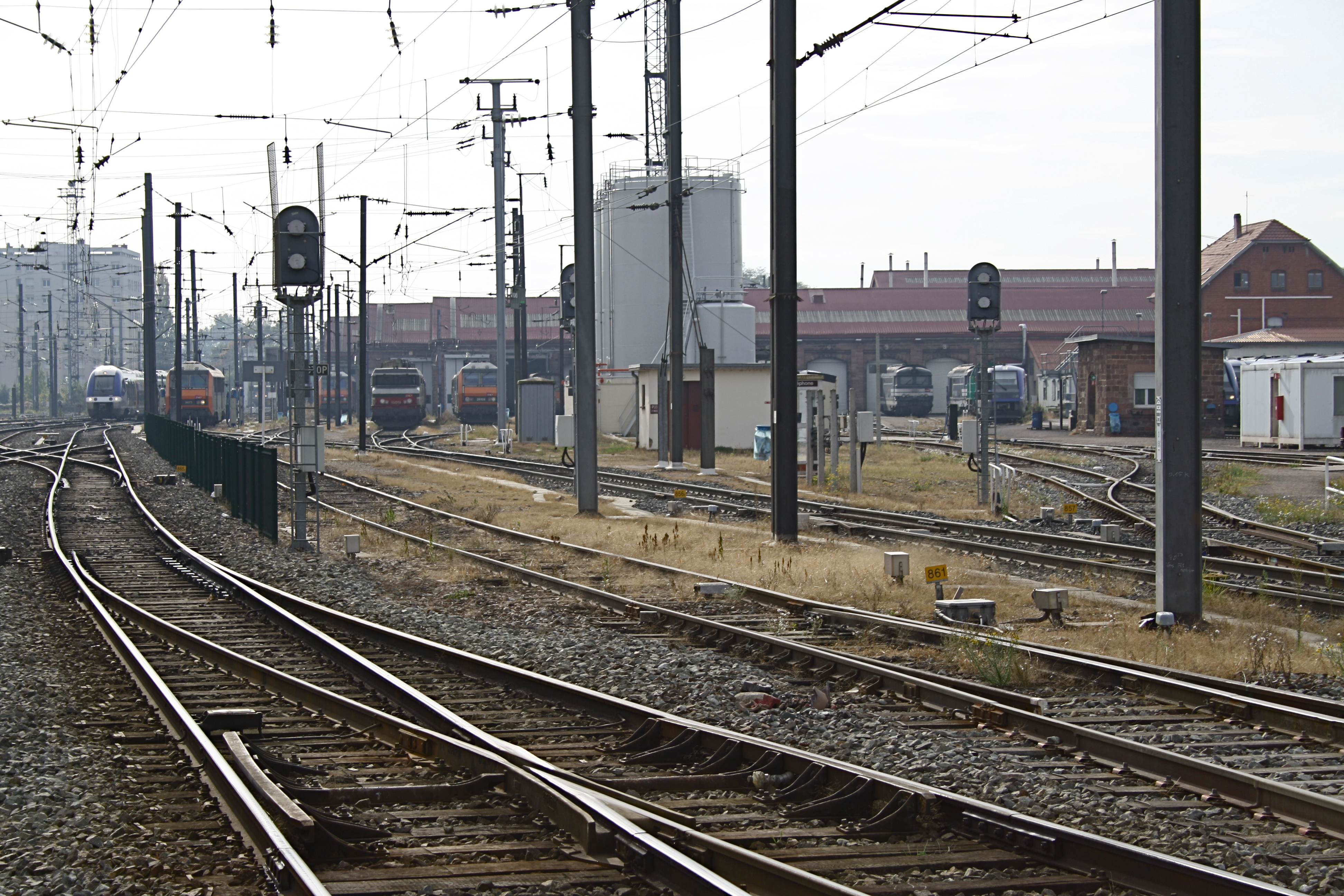
Südliche Ausfahrgleise und Bahnbetriebswerk mit Lokomotivschuppen

### Straßenbahn, Bus
Drei Straßenbahnlinien der Compagnie des transports strasbourgeois bedienen den Bahnhof. Die Straßenbahnlinien A und D halten seit 1994 in einer unterirdischen Haltestelle im Tunnel 17 Meter unter dem Bahnhof, die Linie C endet seit Ende 2010 auf dem Bahnhofsvorplatz. Auch verschiedene Stadt- und Regionalbuslinien halten auf dem Bahnhofsvorplatz.
- A: Parc des Sports – Hôpital de Hautepierre – Gare Centrale – Homme de Fer – Langstross-Grand'Rue – Étoile Bourse – Krimmeri-Stade de la Meinau – Campus d'Illkirch – Illkirch-Graffenstaden
- C: Gare Centrale – Homme de Fer – République – Université – Landsberg – Neuhof Rodolphe Reuss
- D: Poteries – Hôpital de Hautepierre – Gare Centrale – Homme de Fer – Langstross-Grand'Rue – Étoile Bourse – Landsberg – Kehl Bahnhof – Kehl Rathaus

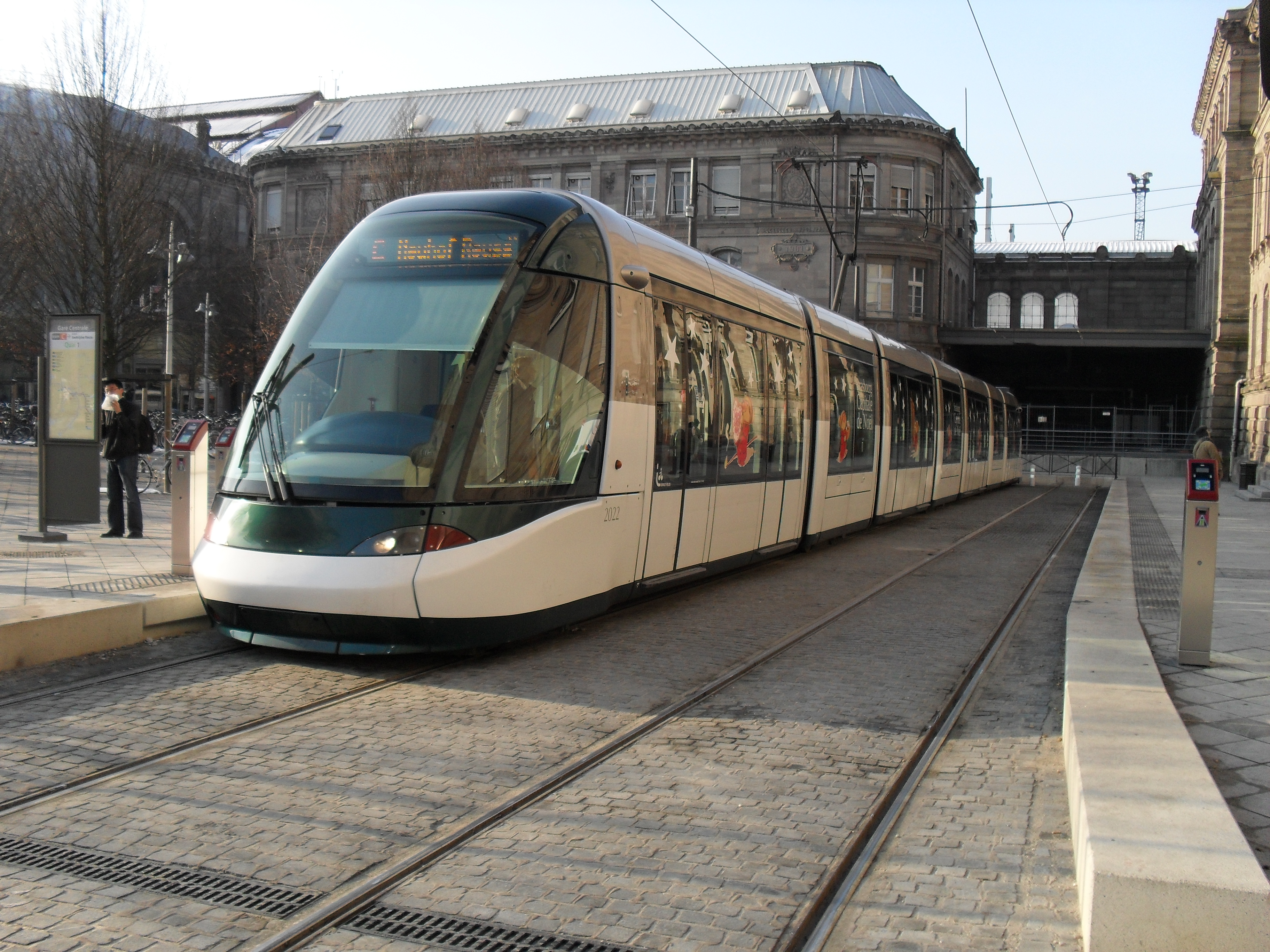
Straßenbahnlinie C auf dem Bahnhofsvorplatz
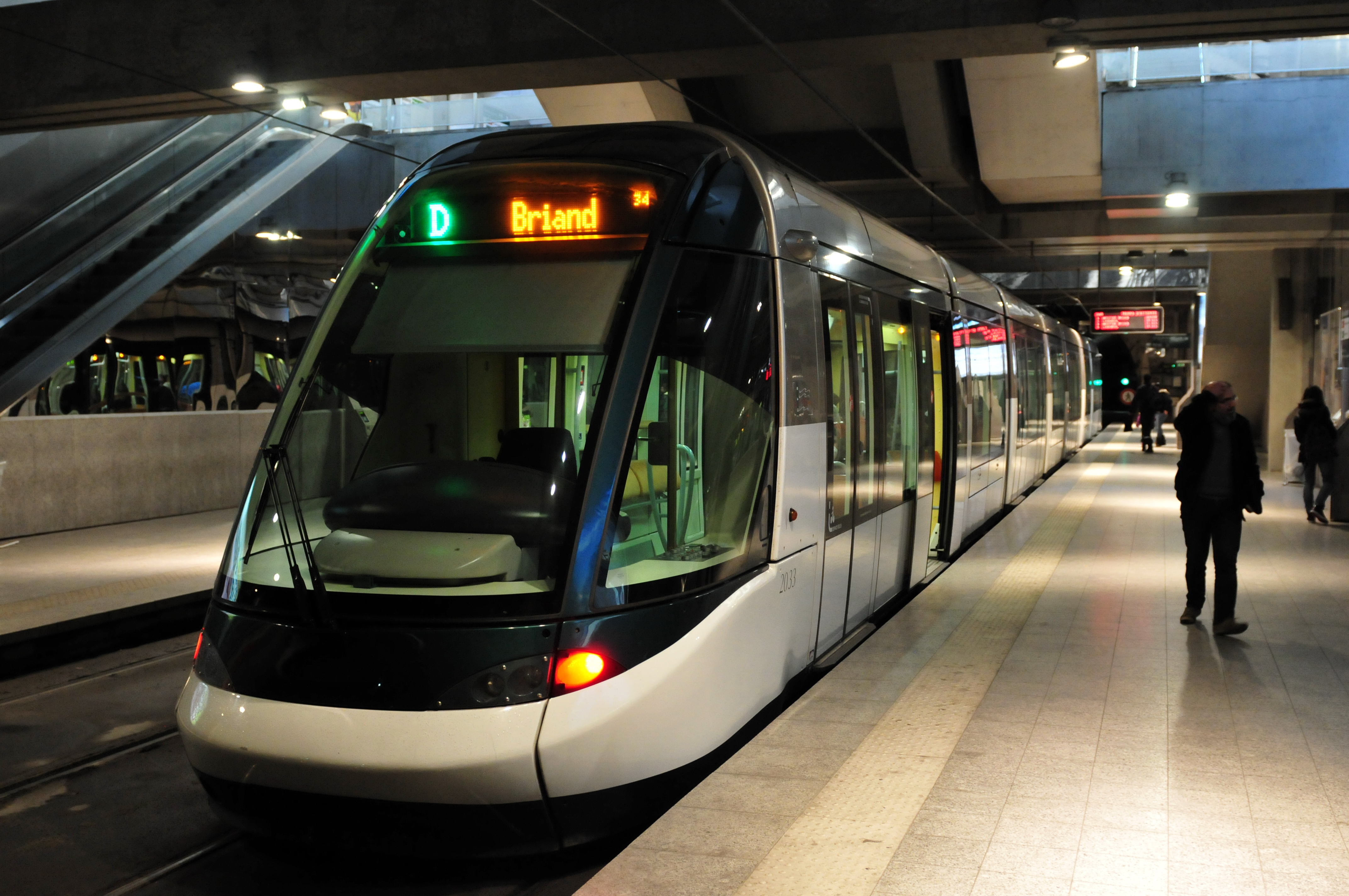
Unterirdische Haltestelle (Linien A und D)
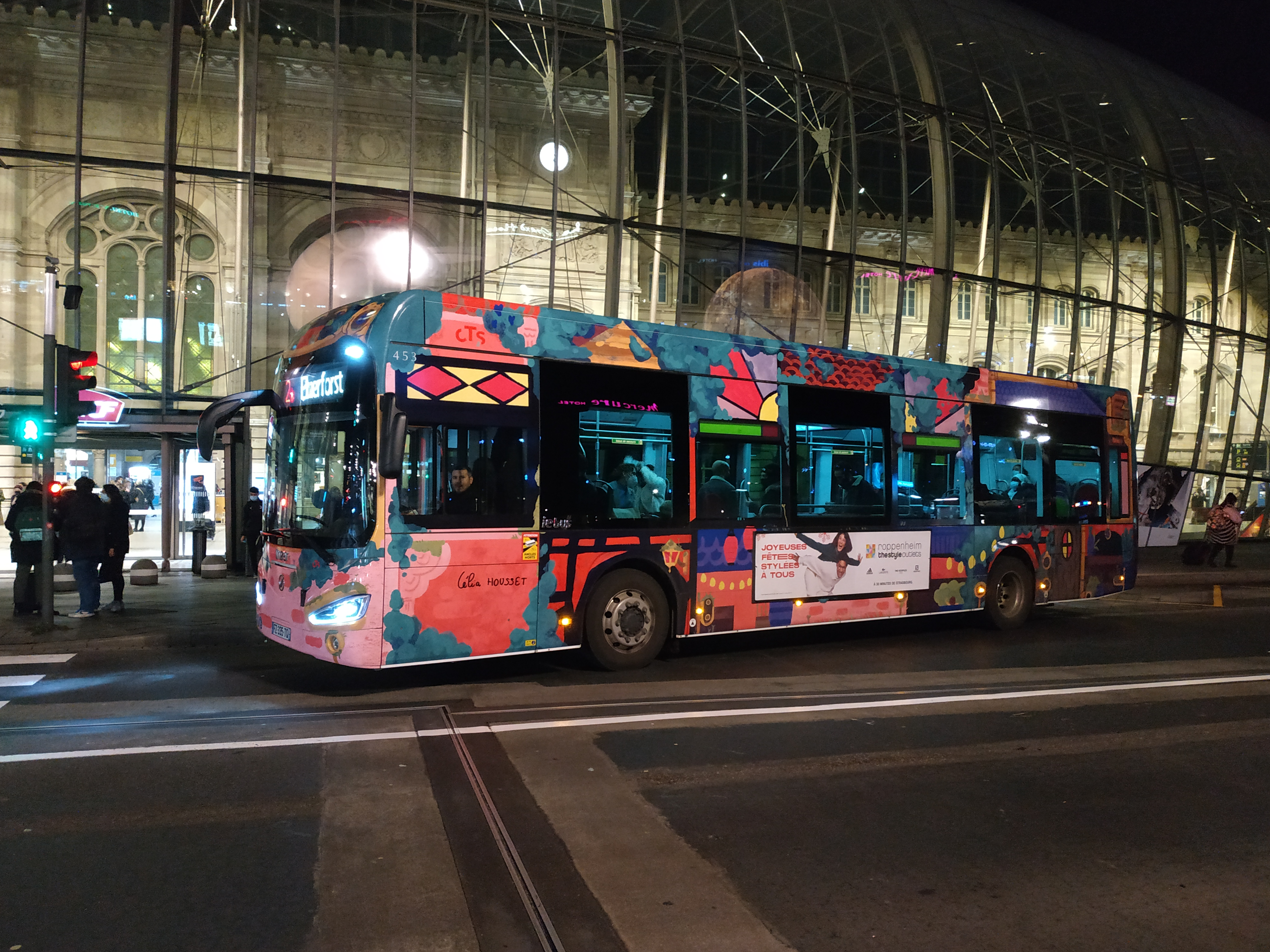
Stadtbus vor dem Bahnhof
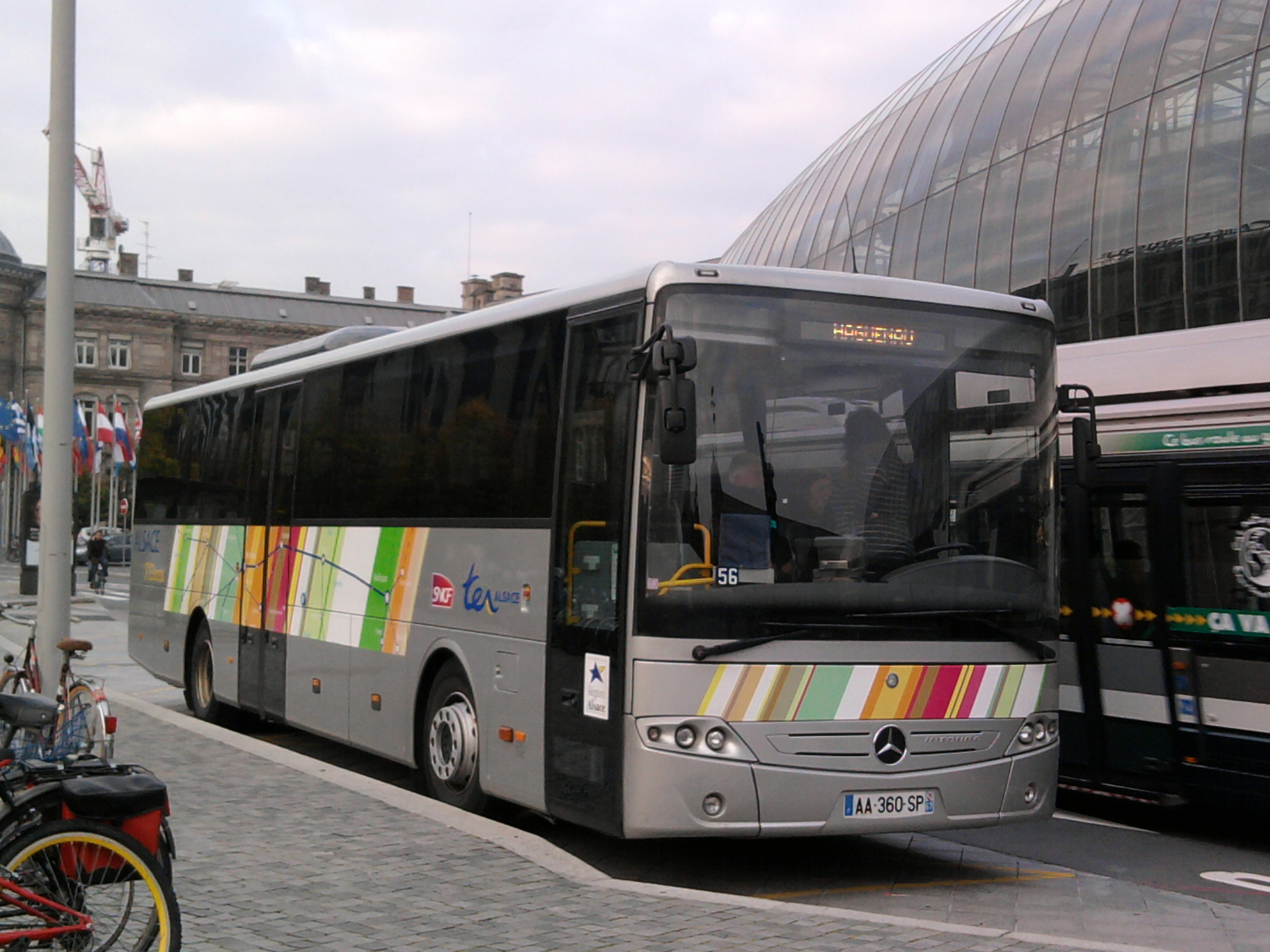
Regionalbus TER vor dem Bahnhof